# Rudnik (gmina Sułkowice)
Rudnik – wieś w Polsce, położona w województwie małopolskim, w powiecie myślenickim, w gminie Sułkowice.
W latach 1975–1998 wieś administracyjnie należała do województwa krakowskiego.

## Położenie
Rudnik położony jest w dolinie potoku Piegżówka (zwanego też Rudnikiem) między Pasmem Barnasiówki a Pasmem Bukowca na Pogórzu Wielickim. Zabudowania i pola Rudnika zajmują ich dolne stoki oraz dolinę spływającej na zachód Piegżówki. W lesie na stokach Pasma Barnasiówki znajduje się osobliwa skała zwana Diabelskim Kamieniem.
We wsi stoi kościół pw. Maksymiliana Marii Kolbego.

## Integralne części wsi
| SIMC    | Nazwa        | Rodzaj    |
| ------- | ------------ | --------- |
| 0337113 | Bargłówka    | część wsi |
| 0337120 | Blakówka     | część wsi |
| 0337136 | Dudówka      | część wsi |
| 0337142 | Kalitówka    | część wsi |
| 0337159 | Krzywoniówka | część wsi |
| 0337165 | Piątkówka    | część wsi |
| 0337171 | Pszołówka    | część wsi |
| 0337188 | Sowówka      | część wsi |
| 0337194 | Starcówka    | część wsi |
| 0337202 | Sucha Góra   | część wsi |
| 0337219 | Za Górą      | część wsi |
| 0337225 | Zarębek      | część wsi |

## Historia
Nazwa Rudnik przypuszczalnie pochodzi od wydobywanej w okolicy w XV i XVI wieku rudy żelaza.
Wieś powstała prawdopodobnie w pierwszej połowie XIV wieku, ale po raz pierwszy wymieniona została w 1393, kiedy jej sołtysem (a więc funkcjonowała na prawie niemieckim) był niejaki Zbyszek. Już w następnym roku była w składzie starostwa lanckorońskiego. Należała do niego do 1772 r.
Ostatnim właścicielem w okresie międzywojennym był Kazimierz Lubomirski.
5 września 1939 oddział Wehrmachtu w represji za opór stawiany przez polskich żołnierzy zamordował po wkroczeniu do wioski 23 mieszkańców.

## Religia
- Parafia św. Maksymiliana Kolbego